# 훌륭한 병사 슈베이크

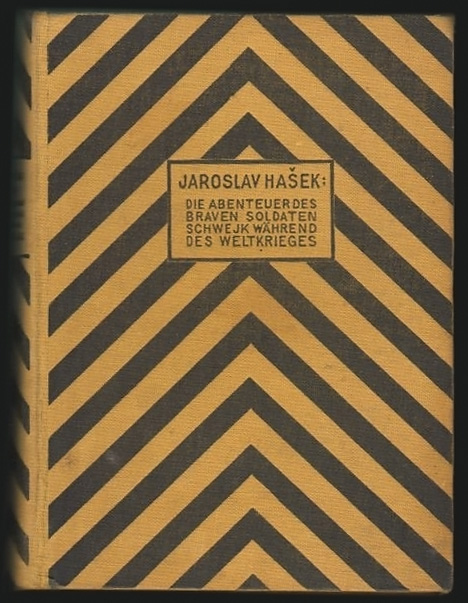

훌륭한 병사 슈베이크(Osudy dobrého vojáka)는 체코의 소설가 야로슬라프 하셰크의 대표작으로, 작가의 1차 세계대전 참전 경험을 바탕으로 한 반전(反戰) 블랙코미디 소설이다. 체코인의 정체성을 대변하는 문학 작품으로 손꼽히는 이 소설은 첫 출간 이후 현재까지 전 세계 54개국에서 번역 출간되었고, 영화, 드라마로도 제작되었다. 소설의 백미인 요세프 라다의 삽화 170여 점을 올 컬러로 수록했으며, 작가 후기와 삽화가 후기, 슈베이크의 원정 행로를 담은 지도를 삽입해 독서의 깊이를 더했다. 원작은 총 4부로, 작가의 갑작스러운 사망으로 미완성으로 남은 4부를 3부와 한데 묶어 전3권으로 나누어 선보인다. 1권에는 1부 〈후방에서〉를 실었다.

## 체코 문학을 대표하는 반전(反戰) 블랙코미디
“세계 대전 중 훌륭한 병사 슈베이크의 운명(Osudy dobrého vojáka Švejka za světové války)”이라는 긴 원제를 가진 이 소설은 작가 야로슬로프 하셰크의 실제 참전 경험을 바탕으로 한 풍자 소설로, 제1차 세계대전 직후 1921년부터 1923년까지 총 네 권에 걸쳐 발표되었다. 첫 출간 이후 전 세계 54개국에서 번역되었으며, 연극, 드라마, 영화로도 제작되었다. 세계연극사에 한 획을 그은 독일 연출가 겸 극작가인 베르톨트 브레히트 역시 슈베이크를 모티프로 작품을 창작한 이들 중 한 명이다.

## 체코인의 정체성을 대변하는 인물 슈베이크, 왜 하필 그인가
슈베이크는 체코인의 정체성을 대변하는 인물로 손꼽힌다. 체코 문학이라고 하면 카프카나 쿤데라를 떠올릴 이들이 많을 텐데, 이들 작품 속 철학적이고 비극적이며 도덕적으로 고통받는 인물과 슈베이크는 사뭇 다르다. 국가 공인 ‘바보’이기 때문이다. 허튼소리와 엉뚱한 행동이 주특기인 트러블메이커 슈베이크는 전쟁 소설의 주인공으로 흔히 등장하는 애국지사도 아니요, 그렇다고 다른 선한 주인공들처럼 정직하거나 성실하지도, 순수하지도 않다. 그는 일부러 그러는 건지 모르고 그러는 건지 알 수 없을 정도로 매우 교묘하게 상사들을 골탕 먹이고 사사건건 문제를 일으킨다. 더욱 우스운 것은 슈베이크에게 그럴 의도가 전혀 없었다는 점이다. 사고를 쳐 놓고 아이 같이 해맑게 미소 짓는 그를 보면 저의를 따질 수 없게 무장 해제돼 버린다. 어째서 이런 바보스럽고 의뭉스러운 슈베이크를 체코인들은 스스로의 정체성을 대변하는 인물이라 칭하는 것일까.

## 국가 공인 “바보” 슈베이크가 전쟁의 위선을 폭로하다
소설 속 슈베이크의 멍청함은 일종의 저항이다. 소설의 배경인 1차 세계대전 발발 당시, 체코는 오스트리아·헝가리 제국의 속국이었다. 오스트리아인도 헝가리인도 아닌 슈베이크가 지배국이 일으킨 전쟁에 빨려 들어간 것이다. 20세기 전반에 걸쳐 체코 민족은 오스트리아·헝가리, 나치 독일, 소련, 1968년 바르샤바 조약 회원국에 이르기까지 외국의 다양한 통치와 침략을 겪었다. 희망 없는 전쟁 속 현실의 고난을 직면하는 대신, 소속 부대의 행보를 방해하고 조롱과 빈정거림을 일삼으며 모든 종류의 권위를 은근하게 비꼬는 슈베이크의 행동은 체코인들에게 자신들을 대변하는 행위로 비쳤다. 게다가 슈베이크가 곤경에 빠뜨리는 ‘높으신 분들’은 실상 몹시 위선적인 데다 무능하기까지 한 인물들이다. 이들이 높은 자리를 차지하고 있는 전쟁이란 얼마나 무가치하며 어리석은 일인지 슈베이크는 (의도하지는 않았지만 결과적으로) 낱낱이 폭로한다. 유머와 재치를 통한 강인한 회복력을 자랑하는 체코 민족들에게 슈베이크는 영웅이나 다름없었다.

## 요세프 라다가 직접 증보하고 채색한 삽화 170여 점 수록
이 소설의 또 다른 백미는 요세프 라다의 삽화다. 삽화가 요세프 라다는 슈베이크의 형상을 독자들의 눈앞에 펼쳐내 그들의 뇌리에 길이길이 새겨 넣었다. 실제로 체코의 수도 프라하의 구시가지를 여행하다 보면 기념품 가게나 관광 명소 곳곳에서 라다가 그린 슈베이크를 만날 수 있다.
이 외에 독서의 깊이를 더하기 위해, 1권에는 1부 집필을 마친 후 작가가 남긴 후기를 실었으며, 2권에는 자기를 따돌리고 먼저 가 버린 상사를 찾아 전장으로 (곧장 가는 길을 놔두고 뱅글뱅글 돌아서) 향한 슈베이크의 여정을 담은 지도를, 3권에는 완간 이후 삽화가 라다가 집필한 후기를 수록했다. 각별한 사이였던 하셰크의 갑작스러운 죽음을 맞은 라다의 절절한 마음을 그의 글에서 다시 확인할 수 있다.

## 같이 보기
- 체코 문학